# لارنتة (نبات)
اللارنتة (الاسم العلمي:Larentia) هي جنس من النباتات تتبع الفصيلة السوسنية من رتبة الهليونيات.

## أنواع نبات اللارنتة
- لارنتة خطية
- لارنتة مكسيكية
- لارنتة روزية